# Стеван Милосављевић (сликар)
Стеван Милосављевић (Опово, 1. октобар 1881 — Дубровник, 9. мај 1926) је био српски сликар.

## Биографија
Рођен је 1. октобра 1881. у Опову. Завршио је Учитељску школу, радио је као учитељ 1900—1904. у Омољици. Следеће године је завршио Школу за наставнике цртања у Будимпешти. Студирао је код професора Хабермана у Минхенској академији 1905—1908. У Првом светском рату је учествовао као добровољац у српској војсци, а након преласка Албаније је био ратни сликар. По завршетку рата је живео стално у Панчеву. Први пут је излагао на Четвртој југословенској изложби 1912. године. Сарађивао је са листом Врач погађач 1913—1914. Један је од оснивача Удружења ликовних уметника Србије 1919. године. Учествовао је на групној изложби ратних сликара 1919, Шестој, Седмој и Осмој изложби Ладе, изложби ликовних уметника из Београда у Сомбору 1921, Петој југословенској изложби и изложби карикатура 1924. Од 1921. године је био члан Ладе. Сликао је пределе, портрете, композицију, ратни живот у техници уља и пастела и карикатуре. За време рата је израдио велики број војничких карикатура, а после је радио политичку карикатуру. Бавио се иконографијом, позоришном декорацијом и новинарством. Израдио је иконостас цркве у Старчеву и декор за Краљеву јесен за Српско народно позориште 1922. Био је уредник листа Банатски радикал. Преминуо је 9. маја 1926. у Дубровнику. Његова дела су постхумно излагана у културно–уметничким изложбама у Панчеву 1918—1928, изложби „Сликарство у Панчеву” 1953, изложби Јована Поповића и Стевана Милосављевића у Опову 1957. и изложби „Ратни сликари 1912—1918” 1964. године. Његове карикатуре су постхумно објављене у албуму Стеве Милосављевића и Милоша Вушковића „Никола Пашић у карикатурама”.